# Kurpark Bad Bellingen

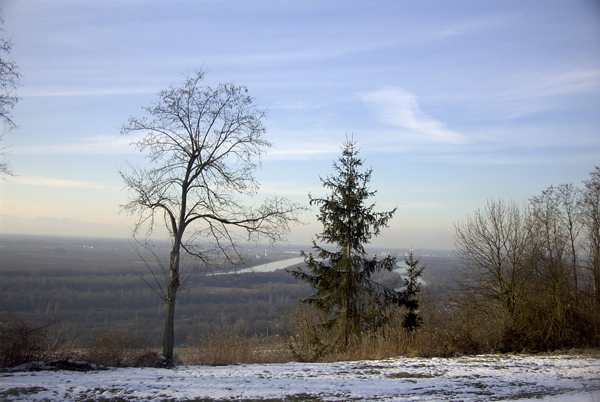
Zona de la ribera del Rin en el "Markgräflerland".

El Kurpark Bad Bellingen es un parque natural y jardín botánico de una 24.3 hectáreas de extensión en la localidad balnearia de Bad Bellingen, Alemania. Su código de reconocimiento internacional como institución botánica así como las siglas de su herbario es BELL.

## Localización
El Kurpark está situado en la zona de clima privilegiado por su suavidad del "Markgräflerland", en la ribera del Rin y en zona fronteriza con Francia y Suiza.
El jardín botánico se ubica en Badstraße, Bad Bellingen, Baden-Württemberg, Deutschland-Alemania.47°43′49.8″N 7°33′13.68″E / 47.730500, 7.5538000

## Historia
El Kurpark es el pulmón verde del balneario “Balinea Thermen” de aguas termales calientes.

## Colecciones
En el área total del Kurpark de 24,3 hectáreas, se puede diferenciar la zona de 11.3 hectáreas de bosque primigenio remanente del "Auwälder", con ejemplares gigantes de árboles que forman el "Altersmannschaft" de naturaleza virgen.
El otro resto de 10.8 hectáreas está acondicionado con cultivos intensivos de plantas de temporada
- Plantas ornamentales de temporada con 34.000 bulbos de tulipanes de diferentes variedades, 6.000 narcisos, 10.000 crocus en la floración primaveral, y en la floración del verano con 12.000 tagetes de 10 diferentes variedades, 2.000 begonias, 3.500 alegrías de la casa y 5.000 variedades de flores de verano.
- Plantas exóticas de climas subtropicales del mundo, que aquí se pueden cultivar al aire libre por la benignidad de su clima.